# Шамун, Пэтти
Пэтти Шамун (англ. Patti Chamoun; 7 сентября 1928, Сидней — 2 февраля 2001, Лондон), она же Патрисия Джоан Морган (англ. Patricia Joan Morgan) — британская актриса

 и фотомодель австралийского происхождения, ливанская предпринимательница. Основала первое на Арабском Востоке модельное агентство. Была женой ливанского правохристианского политика Дани Шамуна.

## Происхождение
Родилась в семье управляющего сиднейской кондитерской фабрикой. Мать Патрисии была известна как флэппер. Родители Пэтти Морган профессионально занимались танцами.
Окончила школу SCEGGS Darlinghurst для одарённых девочек. Внешность и манеры Пэтти совпадали с мультипликационным персонажем Windy City Kitty, и это сделало её популярной в Сиднее (особенно среди американских солдат, дислоцированных в Австралии).

## Актриса и модель
В 1944 году 16-летняя Пэтти заключила пятилетний контракт с киностудией Rank Organisation и переехала в Лондон. За 1947—1949 Патрисия Морган снялась в пяти — The Fabulous Joe, Here Comes Trouble, Idol of Paris, Stop Press Girl, The Perfect Woman. Все эти картины относились к жанрам комедии или мелодрамы. В 1949 вышла замуж за Виктора Сильвестра-младшего, сына известного бэнд-лидера. Вела танцевальное телешоу Виктора Сильвестра-старшего Dancing Club.
Однако большего успеха Патрисия Морган добилась как фотомодель. Моделировала изделия Нормана Гартнелла — поставщика одежды для Королевы-матери и Елизаветы II. Работала с известными фотографами-дизайнерами Норманом Паркинсоном и Ричардом Аведоном. Поддерживала дружеские отношения с ведущей моделью того времени Фионой Кэмпбелл-Уолтер, будущей третьей женой Ханса Тиссена-Борнемисы. Сравнивалась с Грейс Келли и Лорен Бэколл.
Отличалась ярким стилем и весёлым общительным характером. Увлекалась водными видами спорта.

## Брак с Дани Шамуном
В 1957 году Пэтти Морган познакомилась на пляже в Хиллингдоне с Дани Шамуном — сыном президента Ливана Камиля Шамуна. В том же году она развелась с Сильвестром-младшим и вышла замуж за Шамуна-младшего. Камиль Шамун-старший и его жена Зелфа первоначально были против брака младшего сына с разведённой фотомоделью, но, познакомившись с ней, сняли возражения. С тех пор носила имя и фамилию Пэтти Шамун. В браке с Дани Шамуном имела дочь Трейси.
В 1958 году в Ливане возник острый политический кризис, переросший в вооружённые столкновения сторонников правого президента Камиля Шамуна с левыми повстанцами-насеристами. Камиль Шамун обратился за помощью к США, в Бейруте высадились американские войска. Пэтти Шамун находилась в это время в Бейруте и демонстрировала в телефонных разговорах с Лондоном спокойную уверенность.
Пэтти Шамун создала в Бейруте первое на Арабском Востоке модельное агентство, основала телевизионную компанию. Непосредственно в политике не участвовала, но через свою телекомпанию пропагандировала расширение прав женщин. Дружила с иорданской принцессой-консорт Муной аль-Хусейн (мать короля Иордании Абдаллы II), англичанкой по происхождению.
Вела богемную жизнь, вызывавшую у ливанцев «возмущение и тайный восторг». Увлекалась скоростным автовождением. Камиль Шамун-старший называл её Длинноногой Пэтти и выражал недовольство тем, что присутствие жены Шамуна-младшего на мероприятиях Национал-либеральной партии (НЛП) отвлекало внимание от партийных руководителей.
В 1975 году в Ливане началась гражданская война. Отец и сын Шамуны были видными деятелями правохристианского лагеря. Дани Шамун возглавлял вооружённые формирования НЛП — Милицию Тигров, лично участвовал в боях. Бизнес и дом Пэтти Шамун были разрушены, многие друзья погибли, сама она не раз подвергалась смертельной опасности. В 1983 Пэтти не выдержала напряжения и депрессии, развелась с Дани и покинула Ливан.

## Последние годы
Пэтти Шамун вернулась в Лондон. Несмотря на подорванное здоровье, появлялась на публике, общалась с людьми. В октябре 1990 узнала о гибели Дани Шамуна, его второй жены и двух сыновей. Прожила после этого ещё более десятилетия, скончалась в возрасте 72 лет.
Трейси Шамун, дочь Дани и Пэтти — известная ливанская писательница и политическая активистка.